# Омрасьхетта
Омрасьхетта (устар. Омрась-Хетта) — река в России, протекает по территории Надымского района Ямало-Ненецкого автономного округа. Устье реки находится в 170 км по правому берегу реки Левой Хетты. Длина реки — 122 км. 
В 38 км от устья по левому берегу впадает река Айхетта.

## Данные водного реестра
По данным государственного водного реестра России относится к Нижнеобскому бассейновому округу, водохозяйственный участок реки — Надым. Речной бассейн реки — Надым.
Код объекта в государственном водном реестре — 15030000112115300049358.